# باسانو رومانو
باسانو رومانو (به ایتالیایی: Bassano Romano) یک کومونه در ایتالیا است که در استان ویتربو واقع شده‌است.

## خصوصیات
باسانو رومانو ۳۷٫۴۶ کیلومترمربع مساحت و ۴٬۲۷۷ نفر جمعیت دارد و ۳۶۰ متر بالاتر از سطح دریا واقع شده‌است.

## خواهرخوانده
شهر خیوس خواهرخواندهٔ باسانو رومانو هست.